# 生体機能代行装置学
生体機能代行装置学(せいたいきのうだいこうそうちがく)とは、医学と工学のそれぞれの進歩が結びついた結果生まれた治療用ME機器の中で、とくに臨床工学技士と関係の深い体外循環装置（人工心肺装置）、呼吸療法装置（人工呼吸器）、人工腎臓装置などについて扱う学問分野である。

## 概要
上記の臓器はそれぞれが生命維持に重要な機能を代行する装置、つまり生体機能代行装置であり、それらの目的とする機能を完全かつ安全に操作運用することが臨床工学技士に要求される。
- 人工心肺装置は心臓手術と一体となっている。心臓を停止させて手術を行っている間は、心臓からの血液の拍出はなく、したがって脳、腎臓などの重要臓器への血流もなく、血液を酸素化する肺への血流もない。人工心肺装置では肺を除く全身へ酸素化された血液を送ることにより心臓と肺の生命維持機能を一時的に代行し、その間に心臓に対する手術が行われる。

- 人工呼吸器は呼吸を代行し、生命を維持する装置である。肺に酸素を送り込み、肺から炭酸ガスを排出することが主な機能となっている。単に生命を維持するという目的のほかに、肺でのガス交換を効率よくするために換気条件を変える種々の調節が可能である。集中治療室はもとより、救急病棟、一般病棟においても広く普及している装置である。

- 人工腎臓装置（血液浄化装置）はその対象患者数という点において、上記の生体機能代行装置を大きく引き離しており、臨床の場での重要性は高い。数多くの慢性腎不全患者が定期的に透析を受け、社会生活を営んでいる。

生体機能代行装置は現代医療においてルーティンの一部として用いられるものであり、その操作には専門知識が必要になる。